# Giovanni di Braganza
Giovanni di Braganza (1430 – Siviglia, 30 aprile 1484) è stato un nobile portoghese e marchese di Montemor-o-Novo.

## Biografia
Era figlio del duca Ferdinando I di Braganza e di Giovanna di Castro.
Nel 1470 il re Alfonso V del Portogallo concesse a Giovanni la signoria di Montemor-o-Novo e il 25 aprile 1473 lo nominò Connestabile di Portogallo, come il suo bisnonno Nuno Álvares Pereira.
Nel 1484 Alfonso V creò per lui il titolo di marchese di Montemor-o-Novo.
Nel 1462 Giovanni sposò Isabella di Noronha, una figlia naturale dell'arcivescovo di Lisbona Pedro de Noronha. Per parte di padre, la giovane era una discendente del re Ferdinando del Portogallo. Dalla moglie non ebbe figli.
Con l'ascesa al trono di Giovanni II del Portogallo, venne intrapresa nel regno una politica avversa alla nobiltà portoghese. A farne le spese furono per primi i Viseu e i Braganza. Giovanni riuscì a trovare rifugio in Castiglia mentre in Portogallo venne giudicato in contumacia colpevole di tradimento e quindi condannato a morte. Al suo posto a Abrantes, il 12 settembre 1483 venne simbolicamente decapitata una sua statua.
Giovanni non fece mai più ritorno in Portogallo e morì in esilio a Siviglia il 30 aprile 1484. Il suo corpo venne tumulato assieme a quello di sua moglie presso il monastero di Santa Paola.

## Ascendenza
|                           |   |                      | Genitori                    |  |  | Nonni |  |  | Bisnonni                  |  |  | Trisnonni               |  |
|                           |   |                      |                             |  |  |       |  |  | Giovanni I del Portogallo |  |  | Pietro I del Portogallo |  |
|                           |   |                      |                             |  |  |       |  |  | Giovanni I del Portogallo |  |  | Pietro I del Portogallo |  |
|                           |   | Teresa Lourenço      |                             |  |  |       |  |  | Giovanni I del Portogallo |  |  |                         |  |
| Alfonso I di Braganza     |   |                      |                             |  |  |       |  |  | Giovanni I del Portogallo |  |  |                         |  |
|                           |   | Inês Pires           | Pero Esteves                |  |  |       |  |  |                           |  |  |                         |  |
|                           |   | Inês Pires           | Pero Esteves                |  |  |       |  |  |                           |  |  |                         |  |
|                           |   | Inês Pires           | Maria Anes                  |  |  |       |  |  |                           |  |  |                         |  |
| Ferdinando I di Braganza  |   | Inês Pires           |                             |  |  |       |  |  |                           |  |  |                         |  |
|                           |   | Nuno Álvares Pereira | Álvaro Gonçalves Pereira    |  |  |       |  |  |                           |  |  |                         |  |
|                           |   | Nuno Álvares Pereira | Álvaro Gonçalves Pereira    |  |  |       |  |  |                           |  |  |                         |  |
|                           |   | Nuno Álvares Pereira | Iria Gonçalves do Carvalhal |  |  |       |  |  |                           |  |  |                         |  |
| Beatrice Pereira de Alvim |   | Nuno Álvares Pereira |                             |  |  |       |  |  |                           |  |  |                         |  |
|                           |   | Leonor de Alvim      | …                           |  |  |       |  |  |                           |  |  |                         |  |
|                           |   | Leonor de Alvim      | …                           |  |  |       |  |  |                           |  |  |                         |  |
|                           |   | Leonor de Alvim      | …                           |  |  |       |  |  |                           |  |  |                         |  |
| Giovanni di Braganza      |   | Leonor de Alvim      |                             |  |  |       |  |  |                           |  |  |                         |  |
|                           | … | …                    |                             |  |  |       |  |  |                           |  |  |                         |  |
|                           | … | …                    |                             |  |  |       |  |  |                           |  |  |                         |  |
|                           | … | …                    |                             |  |  |       |  |  |                           |  |  |                         |  |
| Giovanni di Castro        | … |                      |                             |  |  |       |  |  |                           |  |  |                         |  |
|                           |   | …                    | …                           |  |  |       |  |  |                           |  |  |                         |  |
|                           |   | …                    | …                           |  |  |       |  |  |                           |  |  |                         |  |
|                           |   | …                    | …                           |  |  |       |  |  |                           |  |  |                         |  |
| Giovanna di Castro        |   | …                    |                             |  |  |       |  |  |                           |  |  |                         |  |
|                           |   | …                    | …                           |  |  |       |  |  |                           |  |  |                         |  |
|                           |   | …                    | …                           |  |  |       |  |  |                           |  |  |                         |  |
|                           |   | …                    | …                           |  |  |       |  |  |                           |  |  |                         |  |
| …                         |   | …                    |                             |  |  |       |  |  |                           |  |  |                         |  |
|                           |   | …                    | …                           |  |  |       |  |  |                           |  |  |                         |  |
|                           |   | …                    | …                           |  |  |       |  |  |                           |  |  |                         |  |
|                           |   | …                    | …                           |  |  |       |  |  |                           |  |  |                         |  |
|                           |   | …                    |                             |  |  |       |  |  |                           |  |  |                         |  |